# 839 TCN
839 TCN là một năm trong lịch La Mã.